# Adolf Johansson (politiker)
Anders Adolf Johansson, i Möllstorp, född 28 april 1848 i Torslunda socken, Kalmar län, död 27 november 1944 i Algutsrums församling, var en svensk lantbrukare och riksdagsman.
Johansson var lantbrukare i Möllstorp i Kalmar län. Som politiker var han ledamot av riksdagens andra kammare 1898–1911.